# Intertoto-Cup 1976
Der 10. Intertoto-Cup wurde im Jahr 1976 ausgespielt. Das Turnier wurde mit 44 Mannschaften ausgerichtet.

## Gruppenphase

### Gruppe 1
| Pl. | Verein           | Sp. | S | U | N | Tore    | Diff. | Punkte |
| --- | ---------------- | --- | - | - | - | ------- | ----- | ------ |
| 1.  | BSC Young Boys   | 6   | 3 | 3 | 0 | 015:900 | +6    | 09:30  |
| 2.  | Malmö FF         | 6   | 2 | 3 | 1 | 013:600 | +7    | 07:50  |
| 3.  | Beitar Jerusalem | 6   | 2 | 2 | 2 | 012:130 | −1    | 06:60  |
| 4.  | FC Admira/Wacker | 6   | 0 | 2 | 4 | 004:160 | −12   | 02:10  |

|                  | Schweiz | Schweden | Israel | Osterreich |
| ---------------- | ------- | -------- | ------ | ---------- |
| BSC Young Boys   |         | 3:2      | 6:3    | 1:1        |
| Malmö FF         | 1:1     |          | 3:1    | 6:0        |
| Beitar Jerusalem | 1:1     | 1:1      |        | 3:1        |
| FC Admira/Wacker | 1:3     | 0:0      | 1:3    |            |

### Gruppe 2
| Pl. | Verein            | Sp. | S | U | N | Tore    | Diff. | Punkte |
| --- | ----------------- | --- | - | - | - | ------- | ----- | ------ |
| 1.  | Hertha BSC        | 6   | 4 | 1 | 1 | 020:600 | +14   | 09:30  |
| 2.  | Standard Lüttich  | 6   | 4 | 1 | 1 | 011:400 | +7    | 09:30  |
| 3.  | Hapoel Beerscheba | 6   | 1 | 3 | 2 | 008:130 | −5    | 05:70  |
| 4.  | Køge BK           | 6   | 0 | 1 | 5 | 004:200 | −16   | 01:11  |

|                   | Deutschland Bundesrepublik | Belgien | Israel | Danemark |
| ----------------- | -------------------------- | ------- | ------ | -------- |
| Hertha BSC        |                            | 2:0     | 5:1    | 5:0      |
| Standard Lüttich  | 1:0                        |         | 3:1    | 6:1      |
| Hapoel Beerscheba | 3:3                        | 0:0     |        | 2:1      |
| Køge BK           | 1:5                        | 0:1     | 1:1    |          |

### Gruppe 3
| Pl. | Verein                  | Sp. | S | U | N | Tore    | Diff. | Punkte |
| --- | ----------------------- | --- | - | - | - | ------- | ----- | ------ |
| 1.  | Sklo Union Teplice      | 6   | 3 | 2 | 1 | 010:400 | +6    | 08:40  |
| 2.  | Kickers Offenbach       | 6   | 4 | 0 | 2 | 006:600 | ±0    | 08:40  |
| 3.  | Grasshopper Club Zürich | 6   | 2 | 1 | 3 | 004:700 | −3    | 05:70  |
| 4.  | Landskrona BoIS         | 6   | 0 | 3 | 3 | 002:500 | −3    | 03:90  |

|                         | Tschechoslowakei | Deutschland Bundesrepublik | Schweiz | Schweden |
| ----------------------- | ---------------- | -------------------------- | ------- | -------- |
| Sklo Union Teplice      |                  | 2:0                        | 4:1     | 0:0      |
| Kickers Offenbach       | 0:3              |                            | 1:0     | 1:0      |
| Grasshopper Club Zürich | 2:0              | 0:2                        |         | 1:0      |
| Landskrona BoIS         | 1:1              | 1:2                        | 0:0     |          |

### Gruppe 4
| Pl. | Verein                 | Sp. | S | U | N | Tore    | Diff. | Punkte |
| --- | ---------------------- | --- | - | - | - | ------- | ----- | ------ |
| 1.  | Baník Ostrava          | 6   | 5 | 1 | 0 | 009:200 | +7    | 11:10  |
| 2.  | SSW Innsbruck          | 6   | 2 | 2 | 2 | 010:900 | +1    | 06:60  |
| 3.  | Eintracht Braunschweig | 6   | 2 | 2 | 2 | 006:600 | ±0    | 06:60  |
| 4.  | AIK Solna              | 6   | 0 | 1 | 5 | 006:140 | −8    | 01:11  |

|                        | Tschechoslowakei | Osterreich | Deutschland Bundesrepublik | Schweden |
| ---------------------- | ---------------- | ---------- | -------------------------- | -------- |
| Baník Ostrava          |                  | 2:1        | 0:0                        | 2:0      |
| SSW Innsbruck          | 1:2              |            | 1:0                        | 3:1      |
| Eintracht Braunschweig | 0:2              | 1:1        |                            | 2:1      |
| AIK Solna              | 0:1              | 3:3        | 1:3                        |          |

### Gruppe 5
| Pl. | Verein             | Sp. | S | U | N | Tore    | Diff. | Punkte |
| --- | ------------------ | --- | - | - | - | ------- | ----- | ------ |
| 1.  | TJ Zbrojovka Brünn | 6   | 5 | 0 | 1 | 013:900 | +4    | 10:20  |
| 2.  | MSV Duisburg       | 6   | 3 | 2 | 1 | 013:400 | +9    | 08:40  |
| 3.  | FC Zürich          | 6   | 2 | 1 | 3 | 009:800 | +1    | 05:70  |
| 4.  | FK Austria Wien    | 6   | 0 | 1 | 5 | 008:220 | −14   | 01:11  |

|                    | Tschechoslowakei | Deutschland Bundesrepublik | Schweiz | Osterreich |
| ------------------ | ---------------- | -------------------------- | ------- | ---------- |
| TJ Zbrojovka Brünn |                  | 1:0                        | 1:0     | 7:3        |
| MSV Duisburg       | 5:1              |                            | 3:1     | 4:0        |
| FC Zürich          | 0:1              | 0:0                        |         | 4:1        |
| FK Austria Wien    | 1:2              | 1:1                        | 2:4     |            |

### Gruppe 6
| Pl. | Verein              | Sp. | S | U | N | Tore    | Diff. | Punkte |
| --- | ------------------- | --- | - | - | - | ------- | ----- | ------ |
| 1.  | Spartak TAZ Trnava  | 6   | 5 | 1 | 0 | 017:500 | +12   | 11:10  |
| 2.  | Åtvidabergs FF      | 6   | 2 | 2 | 2 | 010:800 | +2    | 06:60  |
| 3.  | Lillestrøm SK       | 6   | 1 | 2 | 3 | 005:110 | −6    | 04:80  |
| 4.  | SV Austria Salzburg | 6   | 1 | 1 | 4 | 004:120 | −8    | 03:90  |

|                     | Tschechoslowakei | Schweden | Norwegen | Osterreich |
| ------------------- | ---------------- | -------- | -------- | ---------- |
| Spartak TAZ Trnava  |                  | 3:1      | 5:1      | 2:0        |
| Åtvidabergs FF      | 1:3              |          | 3:1      | 4:0        |
| Lillestrøm SK       | 1:1              | 0:0      |          | 1:0        |
| SV Austria Salzburg | 1:3              | 1:1      | 2:1      |            |

### Gruppe 7
| Pl. | Verein                   | Sp. | S | U | N | Tore    | Diff. | Punkte |
| --- | ------------------------ | --- | - | - | - | ------- | ----- | ------ |
| 1.  | Internacionál Bratislava | 6   | 5 | 0 | 1 | 019:400 | +15   | 10:20  |
| 2.  | Vitória Guimarães        | 6   | 4 | 0 | 2 | 011:800 | +3    | 08:40  |
| 3.  | AS Ostende               | 6   | 3 | 0 | 3 | 010:130 | −3    | 06:60  |
| 4.  | Holbæk B&I               | 6   | 0 | 0 | 6 | 003:180 | −15   | 0:12   |

|                          | Tschechoslowakei | Portugal | Belgien | Danemark |
| ------------------------ | ---------------- | -------- | ------- | -------- |
| Internacionál Bratislava |                  | 4:0      | 2:1     | 2:1      |
| Vitória Guimarães        | 1:0              |          | 4:1     | 4:0      |
| AS Ostende               | 1:6              | 2:0      |         | 2:1      |
| Holbæk B&I               | 0:5              | 1:2      | 0:3     |          |

### Gruppe 8
| Pl. | Verein              | Sp. | S | U | N | Tore    | Diff. | Punkte |
| --- | ------------------- | --- | - | - | - | ------- | ----- | ------ |
| 1.  | Östers IF           | 6   | 5 | 1 | 0 | 013:200 | +11   | 11:10  |
| 2.  | Belenenses Lissabon | 6   | 2 | 2 | 2 | 007:600 | +1    | 06:60  |
| 3.  | Pogoń Stettin       | 6   | 1 | 2 | 3 | 006:700 | −1    | 04:80  |
| 4.  | Næstved BK          | 6   | 1 | 1 | 4 | 002:130 | −11   | 03:90  |

|                     | Schweden | Portugal | Polen 1944 | Danemark |
| ------------------- | -------- | -------- | ---------- | -------- |
| Östers IF           |          | 2:1      | 1:0        | 5:0      |
| Belenenses Lissabon | 1:1      |          | 2:0        | 0:1      |
| Pogoń Stettin       | 0:1      | 2:2      |            | 3:0      |
| Næstved BK          | 0:3      | 0:1      | 1:1        |          |

### Gruppe 9
| Pl. | Verein         | Sp. | S | U | N | Tore    | Diff. | Punkte |
| --- | -------------- | --- | - | - | - | ------- | ----- | ------ |
| 1.  | Djurgårdens IF | 6   | 3 | 1 | 2 | 011:800 | +3    | 07:50  |
| 2.  | SK Sturm Graz  | 6   | 3 | 1 | 2 | 008:800 | ±0    | 07:50  |
| 3.  | FC St. Gallen  | 6   | 2 | 2 | 2 | 009:800 | +1    | 06:60  |
| 4.  | ROW Rybnik     | 6   | 2 | 0 | 4 | 010:140 | −4    | 04:80  |

|                | Schweden | Osterreich | Schweiz | Polen 1944 |
| -------------- | -------- | ---------- | ------- | ---------- |
| Djurgårdens IF |          | 3:0        | 3:2     | 3:0        |
| SK Sturm Graz  | 1:0      |            | 1:1     | 2:1        |
| FC St. Gallen  | 0:0      | 2:1        |         | 4:1        |
| ROW Rybnik     | 5:2      | 1:3        | 2:0     |            |

### Gruppe 10
| Pl. | Verein             | Sp. | S | U | N | Tore    | Diff. | Punkte |
| --- | ------------------ | --- | - | - | - | ------- | ----- | ------ |
| 1.  | Vojvodina Novi Sad | 6   | 4 | 2 | 0 | 011:600 | +5    | 10:20  |
| 2.  | Zagłębie Sosnowiec | 6   | 2 | 2 | 2 | 011:800 | +3    | 06:60  |
| 3.  | SK VÖEST Linz      | 6   | 1 | 2 | 3 | 009:100 | −1    | 04:80  |
| 4.  | Örebro SK          | 6   | 0 | 4 | 2 | 006:130 | −7    | 04:80  |

|                    | Jugoslawien Sozialistische Föderative Republik | Polen 1944 | Osterreich | Schweden |
| ------------------ | ---------------------------------------------- | ---------- | ---------- | -------- |
| Vojvodina Novi Sad |                                                | 2:1        | 3:2        | 1:1      |
| Zagłębie Sosnowiec | 1:2                                            |            | 1:1        | 5:1      |
| SK VÖEST Linz      | 0:2                                            | 1:2        |            | 4:1      |
| Örebro SK          | 1:1                                            | 1:1        | 1:1        |          |

### Gruppe 11
| Pl. | Verein               | Sp. | S | U | N | Tore    | Diff. | Punkte |
| --- | -------------------- | --- | - | - | - | ------- | ----- | ------ |
| 1.  | Widzew Łódź          | 6   | 6 | 0 | 0 | 021:500 | +16   | 12:0   |
| 2.  | Kjøbenhavns Boldklub | 6   | 2 | 1 | 3 | 007:180 | −11   | 05:70  |
| 3.  | VSS Košice           | 6   | 2 | 0 | 4 | 006:800 | −2    | 04:80  |
| 4.  | Start Kristiansand   | 6   | 1 | 1 | 4 | 006:900 | −3    | 03:90  |

|                      | Polen 1944 | Danemark | Tschechoslowakei | Norwegen |
| -------------------- | ---------- | -------- | ---------------- | -------- |
| Widzew Łódź          |            | 9:1      | 2:0              | 1:0      |
| Kjøbenhavns Boldklub | 1:3        |          | 3:2              | 0:3      |
| VSS Košice           | 0:1        | 1:2      |                  | 2:0      |
| Start Kristiansand   | 3:5        | 0:0      | 0:1              |          |

## Intertoto-Cup Sieger 1976
- BSC Young Boys
- Hertha BSC
- Sklo Union Teplice
- Baník Ostrava
- TJ Zbrojovka Brünn
- Spartak TAZ Trnava
- Internacionál Bratislava
- Östers IF
- Djurgårdens IF
- Vojvodina Novi Sad
- Widzew Łódź